# Kanheipur
Kanheipur es una ciudad censal situada en el distrito de Cuttack en el estado de Odisha (India). Su población es de 4611 habitantes (2011). Se encuentra a 17 km de Cuttack  y a 38 km de Bhubaneswar.

## Demografía
Según el censo de 2011 la población de Kanheipur era de 4611 habitantes, de los cuales 2387 eran hombres y 2224 eran mujeres. Kanheipur tiene una tasa media de alfabetización del 81,65%, superior a la media estatal del 72,87%: la alfabetización masculina es del 87,64%, y la alfabetización femenina del 75,06%.